# Ukrzaliznytsia
Ukrzaliznytsia (Укрзалізниця) eller Ukraines jernbaner er et statsejet ukrainsk jernbaneselskab. De driver et jernbanenet på 19.787 km, hvoraf 9.319 km er elektrificeret og der er 1.700 stationer. Virksomheden blev etableret i 1991. De havde i 2017 en omsætning på 20,06 mia. ukrainske hryvnia og over 400.000 ansatte.